# Aéroport international de San Antonio
L'aéroport international de San Antonio (code IATA : SAT • code OACI : KSAT) est un aéroport domestique et international desservant la ville de San Antonio dans l'État du Texas, aux États-Unis. L'aéroport est situé à 13 km au nord du centre-ville de San Antonio.

## Situation
| Abilene Austin Beaumont Corpus Christi Dallas Love Dallas-Fort Worth East Texas Easterwood El Paso Houston · George-Bush Houston-Hobby Killeen · Fort Hood Laredo Lubbock Preston Smith McAllen Miller Midland Rick Husband Amarillo San Angelo San Antonio Tyler Pounds Valley Victoria Waco Wichita Falls |

## Statistiques
Pour des raisons techniques, il est temporairement impossible d'afficher le graphique qui aurait dû être présenté ici.

Voir la requête brute et les sources sur Wikidata.

## Compagnies et destinations
| Compagnies         | Destinations |
| ------------------ | --- |
| Aeroméxico Connect | Mexico-B. Juárez |
| Air Canada Express | Toronto (Pearson) |
| Alaska Airlines    | Seattle-Tacoma |
| Allegiant Air      | Las Vegas-Harry-Reid, Orlando-Sanford |
| American Airlines  | Charlotte-Douglas, Dallas-Fort Worth, Miami, Philadelphie, Phoenix-Sky Harbor En saison : Chicago-O'Hare |
| American Eagle     | Charlotte-Douglas, Chicago-O'Hare, Los Angeles, Phoenix-Sky Harbor |
| Condor             | En saison: Francfort |
| Delta Air Lines    | Atlanta H.-Jackson, New York-John F. Kennedy, Salt Lake City En saison : Détroit, Minneapolis-Saint-Paul |
| Delta Connection   | Détroit, Los Angeles, Minneapolis-Saint-Paul, Salt Lake City |
| Frontier Airlines  | Cincinnati-Northern Kentucky , Colorado Springs, Denver, Las Vegas-Harry-Reid, La Nouvelle-Orléans-L. Armstrong, Ontario, Phoenix-Sky Harbor, San Diego, San José (Californie), Washington-Dulles En saison : Atlanta H.-Jackson, Orlando , Philadelphie |
| Interjet           | Guadalajara-M. Hidalgo y Costilla, Mexico-B. Juárez, Monterrey (Colombie) |
| Southwest Airlines | - Atlanta H.-Jackson, - Baltimore-T. Marshall, - Chicago-Midway, - Dallas-Love Field, - Denver, - El Paso, - Fort Lauderdale-Hollywood, - Houston-W. P. Hobby, - Kansas City, - Las Vegas-Harry-Reid, - Los Angeles, - Nashville, - La Nouvelle-Orléans-L. Armstrong, - Oakland, - Orlando, - Phoenix-Sky Harbor, - San Diego, - Lambert-Saint Louis, - Tampa En saison : Cancún, New York-LaGuardia |
| United Airlines    | Chicago-O'Hare, Denver, Houston-George Bush, Newark-Liberty En saison : Cancún, Washington-Dulles |
| United Express     | Chicago-O'Hare, Denver, Houston-George Bush, Los Angeles, San Francisco, Washington-Dulles |
| Volaris            | Guadalajara-M. Hidalgo y Costilla, Mexico-B. Juárez |